# ゴジラ対ヘドラ
- ゴジラシリーズ > ゴジラ対ヘドラ
- 東宝チャンピオンまつり > ゴジラ対ヘドラ

『ゴジラ対ヘドラ』（ゴジラたいヘドラ）は、1971年（昭和46年）7月24日に「東宝チャンピオンまつり」のメインプログラムとして公開された東宝製作の日本映画で、ゴジラシリーズの第11作である。カラー、シネマスコープ。略称は『ヘドラ』『対ヘドラ』。監督は坂野義光、主演は山内明。
観客動員数は174万人。

## 概要
本作品は円谷英二の没後に初めて作られたゴジラ映画であり、シリーズの新たなスタートとなった作品でもある。独特の作風からシリーズで最も異色の作品となっており、特にゴジラの飛行シーンは賛否両論を呼んだが、カルト的な人気も誇る。
時代背景として、大きな社会問題であった公害問題を前面に打ち出し、特に当時話題だった「四日市コンビナートの工場煤煙」や「田子の浦港ヘドロ公害」を題材に採った。その田子の浦港の汚染された海から生まれた怪獣ヘドラと、怪獣王ゴジラが対戦する構図は、第1作『ゴジラ』のメッセージ性を継承していると評される。サイケデリック文化や若者のモラトリアムなど同時代のさまざまな背景も色濃く盛り込まれ、公害をテーマとしたアニメが挿入されるなど異色作となっている。従来の作品のような防衛隊などの架空組織ではなく、自衛隊が登場するのも特徴である。
この年の春と前年の夏、冬の「東宝チャンピオンまつり」興行では、旧作ゴジラ映画の短縮再編集版がメインに置かれた。夏興行用に制作された本作品は、『ゴジラ・ミニラ・ガバラ オール怪獣大進撃』以来、2年ぶりの新作ゴジラ映画となった。同年には『宇宙猿人ゴリ』『帰ってきたウルトラマン』『仮面ライダー』といった特撮テレビドラマが制作されるなどの第二次怪獣ブームが起きており、本作品もその人気の一端を担った。
公開時のキャッチコピーは、「流れ星でやって来た公害怪獣ヘドラ！ 街を森をふみつぶし 二大怪獣が大決戦！」。
本作品の監督を担当した坂野義光は後に続編『ゴジラ対ヘドラII』のプロットを書き下ろしているが、2017年に死去したために映像化は叶わなかった。
アメリカでは『GODZILLA vs The SMOG MONSTER』、ポーランドでは『Godzilla kontra Hedora』、その他の外国では『Godzilla vs. Hedorah』のタイトルで公開された。

## ストーリー
海洋汚染が進み、赤褐色となった駿河湾では、オタマジャクシに似た奇妙な生物が見つかったうえ、沖合でそれに似た怪獣によるタンカー事故が相次いで発生していた。漁師の伍平から奇妙な生物を持ち込まれた海洋生物学者の矢野は息子の研と共に海中に潜って調査を始めるが、矢野は海底で謎の生物に襲われて顔半分が焼け爛れる重傷を負い、研も海岸で巨大なオタマジャクシ状の生物を目撃する。
ゴジラが大好きな研は、「ヘドロだらけの海を見たらゴジラも怒るだろうな」と考える。研によって「汚れた海から生まれた怪獣」ということでヘドラと命名された謎の生物は、ある夜に田子の浦の工業地帯の煤煙やガソリンを求めて上陸し、スモッグを吸収する。ゴーゴー喫茶で踊っていた行夫とミキはヘドラに遭遇し、そこへゴジラが出現する。ゴジラとヘドラは激戦を繰り広げるが、決着は付かない。翌日、ヘドラのヘドロ状の体液や身体の破片に含まれていた有害な硫酸ミストによる被害が蔓延していた田子の浦港で、矢野は散らばっていたヘドラのスパークした体液から、オタマジャクシと同様の鉱物から発生した生物であると推論し、さらに2人の目撃談から汚染の中で隕石の付着物質が生命となり、変態して怪獣化、硫酸ミストを体内で生成するようになったと結論づけている。
ヘドラは当初、夜間や雨天時しか上陸しないと思われていたが、成長したヘドラは飛行能力を得て白昼に出現する。ヘドラの飛行先では硫酸ミスト由来の光化学スモッグが散布され、人々が次々と倒れていく。ゴジラも再び現れるが、ヘドラを倒すには至らず、取り逃がしてしまう。
ヘドラによる被害はますます増大し、被害者は1,000万人を超え、政府は工場の全面操業停止や自動車の市街地での使用禁止を決定するなど、深刻な社会問題となる。矢野は研のアイディアからヘドラを倒す方法を思いつくが、ヘドラはゴジラをしのぐほどに巨大化し、富士山麓に出現する。そしてゴジラも三度現れ、ヘドラとの最終決戦が始まる。公害反対のゴーゴー集会を催していた行夫らはヘドラに立ち向かおうとするが返り討ちにあう。
ヘドラはヘドロ弾でゴジラの左目を貫いて右腕を白骨化させ、自衛隊が建造した巨大電極板も損傷させられるなどの被害が出るが、車のヘッドライトに引き寄せられたヘドラが電極板の間に入り、ゴジラが放射能火炎を放ったことで電流が流れ始める。300万ボルトの高圧電流を受けてヘドラは乾燥するが、乾燥していたのは体表だけであり、体内からは一回り小さなヘドラが出現する。飛行して逃亡するヘドラを、ゴジラは放射能火炎を推進力として用いた飛行で追跡して墜落させ、再び電極板の間に押し込みながらその身をむしり、高圧電流と放射能火炎で完全に乾燥させて駆逐する。
ゴジラは、ヘドラがここまで育った原因を作った人間たちの一部である自衛隊員たちを睨みつけて畏怖させると、静かに海へ帰っていく。その姿を、研は別れの言葉を告げて見送る。
かくして平和が戻ってきたかに見えたが、ヘドロだらけのどこかの海では、新たなヘドラが誕生しつつあった。

## 登場人物
矢野 徹（）
海洋生物学者。36歳。富士市の自宅で駿河湾で公害による魚類への影響を研究している。愛車は三菱 コルト・ギャラン。
駿河湾の調査中にヘドラに遭遇し、硫酸ミストを浴びて重傷を負うものの、無理を押してヘドラを研究し、その正体や弱点を解明する。

矢野 研（）
矢野の息子である小学2年生。ゴジラのファンで、そのテレパシーを受け取ることもできる。

矢野 敏江（）
矢野の妻、研の母、行夫の姉である中学体育教師。32歳。体育の授業中に生徒たちがヘドラ飛行形態が撒き散らした光化学スモッグを浴びてしまう。

富士宮 ミキ（）
アングラバーの歌手で、毛内行夫の恋人。18歳。公害反対活動に参加している。愛車はマツダ・カペラ。
- 準備稿では、公害を排出している富士宮製紙工場長の娘という設定であった。劇中では、ミキの素性は明らかになっていない。
- バーのシーンではボディペインティング風のボディスーツを着用しているが、準備稿では行夫がミキの肌に直接ペイントを施す描写が存在した。
- ボディスーツのペインティングは、麻里が1回のみ衣装を着用し、そこに東大の美術部が模様を描き込んでいたが、麻里が多くの歌番組に掛け持ちで出演して多忙であったため、それ以降は麻里と同じ体形のモデルが着用して仕上げたという。ボディスーツと「100万人ゴーゴー」時のニッカポッカと帽子以外の衣装は麻里の自前である。オープニングのショートカットは、監督の坂野から好きなヘアスタイルで出てもいいと言われたことで麻里自身が決めたものであるという。

毛内 行夫（）
全日本青年連盟に所属する敏江の弟で、研の叔父。19歳。趣味はギター。
未成年だが、アングラバーに出入りし、ウイスキーを飲んでいる。富士山麓での「公害反対!!100万人ゴーゴー」を企画するが、100人しか集まらず、さらに会場をヘドラが襲い、ヘドロ弾を浴びて白骨化する。
- 書籍『ゴジラ大百科』では、「70年代の屈折した青春の香りを色こく持った主人公」と評している。

伍平（）
富士市で漁業を営む老人。矢野の公害研究に協力している。

## 登場キャラクター
ゴジラ

ヘドラ

魚人間
ゴーゴー喫茶で行夫の幻覚に現れる、頭だけが魚と化した人間たち。
- 美術スタッフによって戯画化された意匠の魚のゴム製マスクが作られ、これを被った者が画面に10数人登場する。当初は特撮美術の井上泰幸が本編も手掛ける予定であったが、オーバーワークを避けるため、秋森直美が事実上本編美術を担当した。

## 登場兵器

### 架空
巨大電極板（電極板）
ヘドラを乾燥させるために建造された陰と陽の2基の電極板。本来は北海道の湿地性土壌の乾燥に用いられていたものであり、乾燥に弱いヘドラを倒すために矢野博士の提案で自衛隊が富士山麓堺井沢に設置した。赤い配電盤によってコントロールされ、電極板の間に関東・中部地区の全電力を使用した高圧電流を流すことによって高温を発生させ、追い込んだヘドラの体内から水分を蒸発させることを目的とする。高さ40メートル、幅60メートル、陰極と陽極の距離1キロメートル、電圧300万ボルトと設定されている。制御装置も野外にむき出しで設置されている。
劇中ではゴジラとヘドラの交戦中に送電線を破壊されて一時は沈黙するが、ヘドラが電極板の間に入ったところでゴジラの放射能火炎によって強引に作動し、ヘドラに大ダメージを与える。その後、ゴジラが逃走を図ったヘドラを押さえ込んだところで修理が完了し、すぐさま自衛隊が起動させるものの今度は電子回路のヒューズが飛んで再び沈黙してしまう。結局、ゴジラが放射能火炎で起動させ続けることにより、ヘドラは全肉片を破壊されて完全に倒される。
なお、ヘドラを電極板の間に入るように誘導する際には、ジープ3台によるヘッドライトの点滅と超音波発生器による超音波が使用されている。
- ミニチュア製作は井上泰幸ら特美スタッフが担当した。中野昭慶によると、トースターから着想したデザインだという。

酸素爆弾
ヘドラへの攻撃に用いられた酸素が強い圧力で詰められていると思われる爆弾。劇中の学者の解説によると、生物に有害な物質を養分として吸収するヘドラにとって、生物に無害な酸素は有害に作用すると推測されている。これを根拠として自衛隊が開発し、ヘリコプターに外付けしてヘドラの前方に投下する。
巨大電極板と並行して用いられるもののまったく効果がなかったうえ、地上部隊との連絡不備で巨大電極板への誘導中にも爆撃を行ったため、ヘドラの光線でヘリは撃墜される。

### 実在
- 61式戦車[93][104]
- KV-107IIしらさぎ中型輸送ヘリコプター[出典 37]（バートルKV107ヘリコプター[109]、中型輸送ヘリコプター KV-107VII[76]）[注釈 9]

## キャスト
- 矢野徹[出典 38]：山内明
- 矢野研[出典 39]：川瀬裕之
- 矢野敏江[出典 40]：木村俊恵
- 富士宮ミキ[出典 41]：麻里圭子（ビクター）[注釈 10]
- 毛内行夫[出典 42]：柴本俊夫
- 伍平爺さん[出典 43]：吉田義夫
- ヘドラ[111][112]：中山剣吾
- ゴジラ[111][112]、テレビ画面の民衆[75]：中島春雄
- 自衛隊幹部将校[出典 44]（陸上自衛隊・幹部将校[42]、幹部将校[75]）[注釈 11]：鈴木治夫
- 自衛隊技術将校[出典 44]（将校[75]）[注釈 11]：勝部義夫
- 学者[出典 45]（科学者[66]）：岡部正
- 民衆[14][44][注釈 12]：小川安三
- 巡査[出典 46]：大前亘
- 下士官[出典 47]（技術将校[75]）：小松英三郎
- 麻雀をする男[18]（工場街の人間[75]）：宇留木康二
- 通信員[出典 48][注釈 11]：由起卓也
- ヘリのパイロット[出典 44]：権藤幸彦
- 若者[出典 49]（原っぱの若者[75]）：中沢治夫
- アナウンサーB[出典 44]：渡辺謙太郎（TBS）
- アナウンサーA[出典 44]（岡部アナウンサー[124][75]）：岡部達（TBS）

### キャスト (ノンクレジット)
参照：
- 麻雀の客（宿直員[75]）：今井和雄[出典 50]
- テレビ内の民衆[128]（テレビ画面の人々1[75]）、麻雀の客[14]（雀荘の男[128]、宿直員[75]）、下士官[128][75]：門脇三郎
- 麻雀の客[14][129]（宿直員[75]）、自衛隊下士官[129]（通信員[75]）：篠原正記
- 麻雀の客（宿直員[75]）：桂伸夫[出典 51]
- 民衆[14]（テレビ画面の人々3[75]）：草間璋夫
- 民衆[14]（テレビ内の民衆[131]、テレビ画面の人々2[75]）：生方壮児
- トビ職：加藤茂雄[出典 52]
- 下士官：岡豊[出典 53]
- アングラバーの客：川北紘一[135]
- テレビ画面の人々1[75]：坂本晴哉、毛利幸子、小川安三[注釈 13]、越後憲三
- テレビ画面の人々2[75]：近藤征矢、記平佳枝
- テレビ画面の人々3[75]：坂本晴哉、越後憲三、中野トシ子
- アングラバーの客[137]（「アングラ」で遊ぶ若者[75]）、ゴーゴー大会の若者[137]（原っぱの若者[75]）：川口節子
- 「アングラ」で遊ぶ若者[75]：桂木美加
- 老人たち[75]：夏木順平、大西康雄、吉田義夫、安芸津広、小澤憬子
- 原っぱの若者[75]：近藤征矢
- 下士官[75]：大塚秀男、中西英介
- 隊員：川又由希夫[75]
- ヘドラに踏み潰される下士官[138]（キャリアーの隊員[75]）：井上大助

## スタッフ
参照
- 製作：田中友幸
- 脚本：馬淵薫、坂野義光
- 撮影：真野田陽一
- 美術：井上泰幸
- 録音：藤好昌生
- 照明：原文良
- 音楽：眞鍋理一郎
- 整音：東宝録音センター
- 特殊技術：中野昭慶
- 操演：小川昭二
- 光学撮影：徳政義行
- 合成：土井三郎
- 監督助手：津島平吉
- 編集：黒岩義民
- 現像：東京現像所
- 製作担当者：森本朴
- 監督：坂野義光[注釈 14]

### スタッフ (ノンクレジット)
- 撮影助手：中尾成雄、向井賢哉、柿沼勝、山本武
- 美術助手：志村恒男、大竹久弥、沼田和幸、小村完、高木明法
- 録音助手：西島正雄、若林泰雄、川島洋次、能勢隆広
- 照明助手：池田泰平、北川忠利、出竹秀夫、棚網恒夫、渡辺保夫、吉沢昌洋
- 照明準備責任者：伊久間衛
- 特殊効果：渡辺忠昭
- 造型チーフ：安丸信行
- 助監督：田淵吉男（セカンド）、川北紘一（サード）[140]
- 編集助手：池田美千子、砂原泰子
- ネガ編集：加藤八重子
- 特殊機械：小川昭二、松本光司
- 大道具班長：植田勇、田中敬喜
- 大道具助手：古川原昌、長南豊彦、徳竹信義、宮沢幸雄（塗装）、加藤俊夫（張物）
- 木工：片山友治、杉元正光（建具）
- 背景（字書）：吉田晴美（特差）、長田利徳、西田忠光
- 装飾小道具：秋元和男、渡辺忠昭
- 電飾：山口清
- 衣裳：林健児
- 結髪：松本好子
- メーキャップ：鈴木健明
- 記録：藤本文枝
- スチール：田中一清
- 作品係：池淵剛治
- 制作宣伝係：鹿野英男
- 製作係：鳥海満

## 主題歌
「かえせ! 太陽を」
作詞 - 坂野義光 / 作曲 - 眞鍋理一郎 / 編曲 - 高田弘 / 歌 - 麻里圭子 with ハニー・ナイツ & ムーンドロップス
ビクターから発売されたシングル盤はアレンジ版となっており、劇中使用版は東宝レコードから発売されたサウンドトラックに収録された。
アメリカでの上映時には、英語の歌詞に差し替えられている。

## 作品解説

### 企画の発端
娯楽の多様化とテレビの台頭による「邦画の斜陽」は、当時の東宝本社に深刻な制作本数の減少と売上の悪化をもたらし、「何をやっても当たらない」という状況となっていた。また、東宝特撮映画の顔であった特技監督の円谷英二が前年初頭に死去したうえ、主要スタッフのほとんどが東宝を辞職もしくは異動させられるなど、当時の東宝特撮の現場はほぼ崩壊状態にあった。東宝本社は組織を解体細分化して「映像事業部」などを発足させ、東宝の看板であった特撮映像技術の生き残りを模索していた。
こうした中、プロデューサーの田中友幸は「もう一度ゴジラを考えよう」と、日本万国博覧会（1970年、以下「万博」）の三菱未来館のホリミラー用映像やクロージングイベントの演出、『日本海大海戦』（1969年、丸山誠治監督）の実景撮影などで円谷組の補佐を務めた、坂野義光に企画を依頼した。坂野は「何でもいい」と言われたので、東京・杉並で前年7月に起きた校庭にいた体操中の女子高生が集団で倒れる光化学スモッグ事件をきっかけに本作品の企画を考え、「『いま最もポピュラーな悪は公害だから、公害の怪獣でもいいですか』と田中プロデューサーに聞いたら『いいよ』との答えだったので、ここから企画が始まった」と述べている。
検討用台本でのタイトルは『ゴジラ対ヘドロン』であった。

### 低予算下での制作
東宝本社のリストラ断行後も残った陣営による新体制で臨んだ本作品は、上記したような本社の不振を受け、制作予算はこれまでになく低いものとなった。『ゴジラ・ミニラ・ガバラ オール怪獣大進撃』同様、スタッフを本編班と特撮班に分けず、一班体制で制作を行うこととなったため、本作品の特撮班スタッフは本編班に対する準備班的扱いとなり、中野昭慶と特殊美術スタッフのみがこれに当たる小規模編成が採られた。撮影カメラマンには、円谷時代の特撮班で撮影を務めて本編撮影は自身初となる真野田陽一が起用された。撮影スケジュールは本編撮影が先行され、新設された「映像企画室」へ異動した川北は本作品では本編付き助監督となり、本編ロケが終わると特撮を手伝うという状況だった。音楽担当は、当初は別の人物が予定されていたが、音楽事務の所健二からの推薦により、眞鍋理一郎が起用された。
坂野は中野と、「これまでのシリーズにない映像を採り入れよう」と打ち合わせたとのことで、「マルチ画面やアニメーションによる抽象的な社会描写の多用」「監督自身による水中撮影」など、全編がゴジラシリーズとしては異色の映像で彩られている。ゴジラのスーツアクターを務めた中島春雄によれば、坂野は特撮の現場にも度々訪れていたといい、中島は人間と同じような演出に戸惑ったという。
冒頭のヘドロの海が延々と映されるのも「公害」を訴える演出意図によるものであり、坂野は「あれだけ強調してやっとわかるんじゃないかと思う」と語っている。汚染された海面は第9ステージのセットプールに本物の魚や各種素材を混ぜ込むことで表現したが、買ってきた魚を腐らせてから撮影を行ったため、悪臭がもの凄かったという。工場の煙はスモークを炊いて表現しているが、中島やヘドラ役の中山剣八らは煙で苦しい思いをしたことを述懐している。
こういった坂野の「画作りにこだわりたい」との意図から予算配分は映像面に集中され、俳優は極力少人数となった。主演の矢野博士役を務めた劇団民藝所属の山内明ら以外は出演料の少ない新人を中心に起用した。富士宮ミキ役の麻里圭子は、当時のテレビドラマ『サインはV』の主題歌などで知られる歌手であり、演技経験はなかった。後年、麻里が坂野に聞いたところによると、ボディスーツを着ることなどからスレンダーな体型であったことが起用の理由であったという。ヘドロの海に浮いている乳児は本職の子役ではなく、照明スタッフの原文良の孫である。
クランクインは1970年12月21日。クランクアップは1971年2月18日。
本編のセットは「矢野博士の研究室」と「アングラバー」の2つだけに留め、残りはすべてロケセットやオープン撮影とした。また、OHPスクリーンも合成画面に代えて使用され、本編のセットの素材にも前年に東宝が担当した三菱未来館の特撮に使用した小道具が流用されるなど、徹底した省予算の方針が採られた。アングラバーは、坂野がよくロケハンを行った当時の赤坂に存在していたゴーゴー喫茶「MUGEN」をモデルとして再現したセットである。なお、ロケはラストシーンのために富士山の二合目でも行なわれたが、後者は自衛隊が普段の訓練に用いる場所だったという。
特撮のミニチュアセットもコンパクトなものとなった。後半の富士の裾野での戦いは、建物のない原野とする苦肉の策であった。港のセットでは『ゴジラ・エビラ・モスラ 南海の大決闘』のヤーレン号が、工場街のセットでは『妖星ゴラス』の電気機関車などが流用されている。中野によれば、節約を重ねて完成したが、田中はこれに味をしめてしまったため、失敗であったと述べている。合成もほとんど用いておらず、ヘドラの目が赤く輝く描写なども現場処理で撮影された。
制作期間は5週間しかなかった。ラストの決戦シーンは、坂野と中野が同じ特撮第11ステージのセット内で1日に合わせて50カットほどの撮影をこなす、驚異的なペースで進行したという。また、自らがスクーバダイビングの免許所持者であり、東宝内で水中撮影班を率いていた坂野は、矢野博士の潜水シーンの吹き替えも担当している。
ミキが自動車でヘドラから逃げるシーンは、当時は開通前だった環状八号線を借り切って撮影された。ミキが車を運転するという展開は坂野が急遽決めたことであり、演じる麻里は免許を取得していたもののペーパードライバーゆえに必死であったうえ、転げ落ちる際には下に保護のマットが1枚敷いてあっただけだったという。

### 演出
製作当時、ゴジラ作品は年少者向けの映画へ移行しつつあったが、本作品には人間の皮膚が焼けただれる描写や白骨化する描写などの残虐な演出も多く、劇中で主人公一家の青年・毛内行夫がヘドラに殺されるなど、物語や音楽も全体的に暗く重い。ゴジラをヒーローとして空を飛ばせるなど、観客である子供へのサービスも忘れてはいないが、ラストシーンではゴジラに人間に対して怒りの表情を持たせるなど、単なる勧善懲悪に終わらせていない。
本作品を演出した坂野の中で、当時の公害は大きな存在だったという。万博の打ち合わせの行き帰りに通る四日市や田子の浦の環境汚染は、坂野に強い印象を残した。「第1作目の『ゴジラ』にあったメッセージ性を取り戻したい」との気持ちも強く、「エビのお化けやなんかと闘うとかじゃなく、最もポピュラーな社会悪と闘うという形にしたい」という考えがあったという。1971年当時、大都市圏では光化学スモッグによって児童生徒が集団で倒れる事件も相次ぎ、劇中で描かれるヘドラの猛威は、現実と重なるリアルさをもって描かれていた。劇伴音楽もこの公害の猛威を強調する意図で作られたが、作曲担当の眞鍋理一郎はおとなしい人柄で、坂野は「曲調をもっと強く」とかなりあおって作曲してもらったという。
随所のシーン転換に取り入れられているアニメーションについては、当初に坂野はつげ義春に依頼したが断られ、最終的には三菱未来館で球体スクリーンの映像を手がけた安井悦郎が担当した。
坂野は馬淵薫と共同作業で脚本を執筆しているが、物語の基本的な構想はすべて坂野の意向が反映されたものとなっており、「ヘドロの中から成長していく」というヘドラの設定については、「ゴジラが放射能から出てきたのと同じ発想があった」と語っている。坂野は馬淵の第1稿を読んでつまらないと感じ、1人で書き直したという。坂野がなぜつまらない脚本を書いたのか馬淵に問うたところ、馬淵は自身が担当した新人監督はすべてダメだったので今回も手を抜いたと答えたという。
また、坂野は主題歌「かえせ! 太陽を」の作詞も手掛けているが、この歌の詩文は、当時アメリカの反公害運動のテキストだった『沈黙の春』（著：レイチェル・カーソン）からイメージをとったものだった。作曲を担当した眞鍋は、詞が良かったので苦労はなかったと述べている。
本作品の演出には、ルイス・ブニュエルやジャン＝リュック・ゴダールなどヨーロッパの映画作家たちのアバンギャルド作品の影響がみられ、本作品のファンである映画評論家・コラムニストの町山智浩にも指摘されている。
中野によれば、当時の映画館はアークライト方式の映写機を用いていたため映写技師の腕次第で映り方が変わってしまい、後年のHDリマスターにより自身や坂野が意図した色彩が再現されたと述べている。

### ゴジラの飛行
本作品では飛行形態となって逃げるヘドラをゴジラが追う際、「ゴジラが放射能火炎を放つ際の反動で後ろ向きに空を飛ぶ」というシーンが描かれて話題となったが、この「ゴジラの飛行」のために撮影スケジュールには支障が生じている。このシーンは、監督である坂野と特撮班のリーダーである中野が「テレビ時代のスピード感を」と提案して採り入れたものであるが、プロデューサーの田中は「設定を変えられては困る」と猛反発した。このシーンでの田中と坂野による論争を含め、低予算での制作体制が現場にさまざまな軋轢を生んだ。
田中は、坂野に本多猪四郎から教えを請うよう指示し、本多がラッシュを観ることとなった。本多は田中に特撮のロングショットを撮り足すよう助言し、坂野側が助力を得るかたちとなった。
こうした最中、田中が体調不良で一時入院した。坂野は是非を入院中の田中に問えないため、飛ばないバージョンと両方を撮影する予定もあったが、これを幸いと、その間に東宝映画の専務である馬場和夫や宣伝部長、撮影所所長らから「ゴジラの飛行」の許可をもらい、劇中に盛り込んだ。中野によると、このシーンは内外でも賛否両論だったが、アメリカでは大絶賛されたといい、宣伝部長や撮影所所長らも「スピード感が出ていいんじゃないか」と褒めてくれたという。このシーンは坂野によれば、「カットしても前後がつながるよう撮った」というが、田中が退院した時点ではもう変更できない段階だったため、試写でこれを観た彼は「ゴジラの性格を変えてもらっては困る」と立腹し、しばらくは坂野と口を聞かなかったそうである。後年、坂野は田中が「あいつには二度と特撮映画を監督させない！」と激怒していたことを人づてに聞いたと語っている。ただし、坂野のことを認めていたようで、日本創造企画に坂野を誘っているほか、『ノストラダムスの大予言』の協力監督と脚本参加を坂野に要請している。
しかし、こうした困難を経て完成した当作は、夏休み興行に空前の「変身・怪獣ブーム」を受けてまずまずのヒットを記録したため、東宝は「ゴジラが他怪獣とチャンピオンの座を競い合う」というコンセプトのもと、ゴジラ映画を中心とした「東宝チャンピオンまつり」興行を本格化する。また、翌年にはさらにヒーロー化したゴジラにキャラクタライズされた新怪獣ガイガンを加え、『地球攻撃命令 ゴジラ対ガイガン』を制作することとなる。

## 評価
中野昭慶は、新聞ごとに賛否が分かれていたり、映画雑誌で賛否両方の批評が並んでいたりするなど、公開当時に本作品の評価は真っ二つに割れていたと証言している。
1978年にアメリカにて刊行された書籍『世界最悪の50本』では、そのうちの1本として本作品が邦画から唯一選ばれており、「汚染された海の退屈なシーンを何度も繰り返し見せられる」、「史上最悪の怪獣映画の一つ」などと酷評された。監督の坂野はこれを素直に喜べないとしたうえで、「100年の映画の歴史の中から『最悪』の50本に選ばれたのは名誉なことである」と自著に記している。
書籍『ゴジラ・デイズ』では、「駄作と異色作の境界を1シーンごとに行き交う、得体の知れない作品」と評価している。
しかし、時代経過と共に風刺アニメやマルチスクリーンを駆使した映像表現などが注目され、反公害映画の社会風刺映画として評価が高まってきた。
2014年に雑誌『映画秘宝』（洋泉社）で行われた「秘宝ゴジラ総選挙！」では、本作品は『キングコング対ゴジラ』『ゴジラ』（初代）に次ぐ3位となった。
後年のインタビューで中野は、当時は映像表現がエスカレートしていた時代であり、自身も坂野も若かったため人類を滅ぼすかもしれない公害には相応の表現が必要だと錯覚し、本作品は残酷すぎたと述懐している。

### 本作品のファン
- 前述の町山は、2017年に行われた『映画秘宝』のオールタイムベスト企画でも本作品を自身のベストに入れており、鷲巣義明もベストテンに入れた[171]。
- 映画監督のクエンティン・タランティーノも本作品のファンであり、グラインドハウス系の名画座で本作品を鑑賞したという[172]。また、『空の大怪獣 ラドン』のラドンの英語名（ロダン）を息子の名前に用いるほど東宝特撮のファンであるシンガーソングライターのフランク・ザッパも本作品のファンであり、自作のCDジャケットにへドラのイラストを乗せた作品もある[173]。
- CMディレクターの松宏彰は、テレビ番組の企画で玉城ティナを「巨大特撮」をテーマにして撮影した際、本作品に強い影響を受けたことを語った[174]。

## 映像ソフト化
VHS
1986年に発売された。品番 TG1167。
1992年7月1日に廉価版発売。品番TG4355。
LD
1996年に発売された。品番 TLL2068、TLL2485
DVD
ジュエルケース版は2004年4月28日に発売された。オーディオコメンタリーは中野昭慶。
2005年4月22日発売の「GODZILLA FINAL BOX」にも収録されている。
2008年3月28日発売のトールケース版「ゴジラ DVDコレクションIII」に収録されており、トールケースの単巻版も同時発売された。
2014年5月14日には「ゴジラ60周年記念」として期間限定の廉価版も発売されている。
2016年6月15日、東宝DVD名作セレクション版発売。
BD
2014年7月16日に発売された。

## 同時上映作品
- 『帰ってきたウルトラマン』[185][42][139]
- 『みなしごハッチ 傷だらけのバレリーナ』[185][42][139]
- 『いなかっぺ大将』[42][139]
- 『日本むかしばなし わらしべ長者』[42][139]

## その他の作品
ソノシート『ゴジラ対ヘドラ』
1971年7月15日に朝日ソノラマから発売された。脚色は辻真先が手掛けた。
漫画『ゴジラ対ヘドラ』
一峰大二による漫画版が『別冊少年チャンピオン』1971年8月号に掲載された。

## 50周年記念
2021年、『ゴジラ対ヘドラ』の公開50周年を記念して、さまざまな記念グッズの発売や記念イベントが行われている。
- ヘドラが7月に生誕50周年を迎えることを記念して「ヘドラ・フィフティ」の始動が決定し、特別ロゴを使用した記念グッズや50周年記念フィギュアなどが発売され、ゴジラ・ストアTVでは7月に「ヘドラ50周年記念特別回」の配信が行われた[189]。
- TOHOシネマズでは、7月13日より各劇場にて『ゴジラ対ヘドラ』公開50周年記念として「ヘドラ50」TOHOシネマズギフトカードが発売された[190]。
- ゴジラ・ストアでは、7月20日より「ヘドラ50周年 キャップ」が発売された[191]。
- 京都みなみ会館にて7月24日から25日まで「公害怪獣ヘドラ誕生50周年記念 ヘドラ誕生祭」が開催され、『ゴジラ対ヘドラ』『ゴジラ FINAL WARS』の2本立てで上映されるとともに、24日には矢野研役の川瀬裕之によるトークライブ&サイン会が催された[192]。
- 「『ゴジラ対ヘドラ』公開50周年記念フレーム切手セット」が、8月27日より郵便局のネットショップ限定で発売された[193]。
- サンスター文具では、ヘドラの飛行期をモチーフにした「ヘドラ卓上モップ」の予約受付を、バンダイナムコグループ公式通販サイト「プレミアムバンダイ」内のショップ「サンスターステーショナリーストア」にて9月7日より開始、12月発売[194]。
- 『ゴジラ対ヘドラ』の公開50周年を記念し、渋谷パルコ・ギャラリーXにて11月12日から11月23日まで「ヘドラ50周年展」が開催され、サイケデリックな映像作品や大型アート作品、特撮で使われたヘドラのスーツやジオラマ、撮影時の写真などの展示のほか、50周年展限定フィギュアの販売などを実施[195]。
- BANDAI SPIRITSでは、ヘドラの成長期・飛行期・水中棲息期の3形態を同梱した超豪華仕様「へドラ 50周年特別記念セット」の予約受付を、バンダイナムコグループ公式通販サイト「プレミアムバンダイ」内のショップ「S.H.MonsterArts」にて11月26日より開始し、2022年6月に発送予定[158]。

## 新作特撮『ゴジラVSヘドラ』
2021年11月3日開催の「ゴジラ・フェス 2021」にて新作特撮『ゴジラVSヘドラ』が公開され、YouTubeにおいても同年11月3日から10日まで限定公開された。監督は中川和博、オープニングとエンドロールの流動映像は画家の中山晃子が手掛けた。ゴジラとヘドラのスーツは『ゴジラ FINAL WARS』からの流用であるほか、ミニチュアも過去のゴジラシリーズで用いられたものを含む煙突やガスタンクなど、50棟以上が用いられている。なお、2022年11月3日開催の「ゴジラ・フェス 2022」にて公開された新作特撮『フェス・ゴジラ3 ガイガン来襲』は、『ゴジラVSヘドラ』の続きとして描かれている。

## 関連作品
- いろはの"い" - 東宝制作の事件記者ドラマ。本作品のガスタンク爆発シーンがオープニングタイトルに流用されている。